# Bill Holland
Bill Holland (18 de dezembro de 1907 – 19 de maio de 1984) foi um automobilista norte-americano.
Holland esteve em seis (cinco) 500 Milhas de Indianápolis, (três (duas) quando a prova fazia parte do calendário da Fórmula 1 de 1950 até 1960): 1947, 1948, 1949, 1950, 1953 (compartilhou com Jim Rathmann) e 1954 (não qualificou). Holland venceu em 1949, mas quando essa prova contava pontos no Mundial de Fórmula 1, seu melhor resultado foi o 2º lugar em 1950.